# Персонов, Роман Иванович
Роман Иванович Персонов (4 января 1932, Москва — 17 января 2002, Москва) — советский и российский физик — спектроскопист, профессор, доктор физико-математических наук, один из основоположников селективной лазерной спектроскопии сложных молекул в растворах.

## Биография
- Родился в Москве 04 января 1932. Отец — советский писатель, драматург И. И. Персонов, мать — Виктория Иосифовна (дев. Редалье, 1900—1982).
- 1955 — Окончил физический факультет Московского государственного педагогического института им. В. И. Ленина.
- 1963 — Защитил кандидатскую диссертацию по теме «Исследование квазилинейчатых спектров некоторых ароматических углеводородов и порфиринов»(научный руководитель — профессор Эдуард Владимирович Шпольский).
- 1976 — Защитил докторскую диссертацию по теме «Тонкоструктурные электронные спектры многоатомных молекул в матрицах»
- 1959—1970 — Сотрудник (ассистент, доцент) кафедры теоретической физики Московского государственного педагогического института им. В. И. Ленина.
- 1970—2002 — Заведующий лабораторией электронных спектров молекул Института спектроскопии АН СССР.
- 1983—2002 — Заведующий отделом молекулярной спектроскопии Института спектроскопии АН СССР.
- С 1970 — Профессор кафедры «Квантовая оптика» Московского физико-технического института.
- (1986, 1994, 1995 — 1-3 месяца) — Приглашенный профессор, Centre de Physique Moleculaire Optique et Hertzienne, университета Бордо, Франция
- (Март 1993) — Приглашенный профессор, Laboratoire de Photophysique Moleculaire, Университета Париж-юг XI, Франция
- (Апрель 1993) — Приглашенный профессор, Высшая нормальная школа в Кашане, Франция
- (Февраль-апрель 1994) — Приглашенный профессор химического факультета, Калифорнийского университета в Риверсайде, США
- (Апрель-май 1996) — Приглашенный профессор института физической химии, Венского университета, Австрия
- (Октябрь-декабрь 1996) — Приглашенный профессор, Марбургского университета, Германия
- (Февраль-март 1995; декабрь 1996, февраль 1997) — Приглашенный профессор байройтского университета, Германия
- (Ноябрь-декабрь 1997) — Приглашенный профессор национального университета Тайваня и Института атомных и молекулярных наук Academia Sinica
- (1998—1999, зимний семестр) — Профессор, заведующий кафедрой экспериментальной физики IV байройтского университета, Германия
- (2001) — Профессор института физической химии, Венского университета, Австрия

Похоронен в Москве на Донском кладбище.

### Память
- Премия имени Э. В. Шпольского, К. К. Ребане и Р. И. Персонова за выдающиеся научные достижения в области селективной лазерной спектроскопии[2].

## Научная деятельность
В период до 1968 г. Р. И. Персонов работал и преподавал на физическом факультете Московского Государственного Педагогического Института им. В. И. Ленина в лаборатории Э. В. Шпольского.
Р. И. Персоновым и коллегами было сделано два крупных открытия в спектроскопии примесного центра: открытие метода селективного возбуждения тонкоструктурных спектров (1972 г.) и метода выжигания стабильных спектральных провалов (1974 г). За рубежом эти методы получили названия: «Fluorescence Line Narrowing» и «Persistent Spectral Hole-Burning». В ряде источников эффект лазерного возбуждения тонкоструктурных спектров называют эффектом Персонова,.
Автор более 150 научных публикаций, обзоров и монографий.

## Награды
- Государственная премия СССР (1985).
- Премия А. Гумбольдта, Германия (1995).